# Матч! Планета
«Матч! Планета» (до 2009 — «Спорт Планета») — общероссийский спортивный телеканал. Один из первых телеканалов производства Всероссийской государственной телевизионной и радиовещательной компании в формате телевидения высокой чёткости, входил в состав пакета неэфирных каналов ВГТРК «Цифровое телевидение». Начал тестовое вещание 10 августа 2010 года, полноценное вещание началось 14 августа 2010 года. С 13 августа 2011 года канал перешёл на круглосуточное вещание. С октября 2015 года входит в «Газпром-Медиа».

## История

### Телеканал «Спорт Планета» (2005—2009 годы)
Дата рождения телеканала: 1 июля 2005 года. «Планета Спорт» стал пятым каналом корпорации ВГТРК наряду с телеканалами «Россия», «Культура», «Спорт» и «РТР-Планета». Первыми возможность смотреть трансляции телеканала «Планета Спорт» получили зрители в странах Балтии, Закавказья и на Украине. В последующем телеканал стал транслироваться на США, Армению и Кыргызстан.
В планах было транслировать телеканал «Планета Спорт» во всех странах мира.
Телеканал завершил вещание 15 апреля 2009 года выпуском новостей «Вести-спорт». Официальные причины закрытия телеканала озвучены не были.

### Телеканал «Матч! Планета» (с 2016 года)
Канал Матч! Планета на спутнике заменил действующий спортивный канал Спорт, который был закрыт 25 января 2016 года.
12 июня 2018 года в Интерактивном ТВ Ростелеком на время проведения Чемпионата Мира по футболу 2018 был заменён новым телеканалом – Матч! Ультра. Вещание Матч! Планеты продолжается в остальных кабельных и спутниковых сетях, а также за рубежом.

## Программная сетка

### ВГТРК
- Летние Олимпийские игры 2012 и Зимние Олимпийские игры 2014
- Летняя Универсиада 2013 (только игровые виды)
- Футбол:
  - Кубок Германии (с сезона 2012/2013)
  - Кубок Англии
  - ЧМ-2014 (отборочный турнир в Европе, включая часть матчей с участием сборной России)
  - Кубок Либертадорес (с сезона 2013)
  - Кубок конфедераций 2013
  - Южноамериканский кубок (с 2013 года)
  - Чемпионат Франции по футболу (с сезона 2013/2014, 6 матчей в туре)
  - Квалификация Лиги Чемпионов и Лиги Европы
  - Суперкубок Англии (с 2011 года)
  - Суперкубок Испании
  - Кубок России
- Американский футбол: NFL 2015—2016
- Биатлон: КМ и ЧМ, Гонка чемпионов (с 2010/2011)
- Хоккей:
  - Континентальная хоккейная лига (матч на Кубок Открытия, все матчи Финала Кубка Гагарина)
  - Чемпионат мира (начиная с 2011 года)
- Бокс: рейтинговые бои, бои за звания чемпионов мира.
- Лёгкая атлетика: ЧМ (2011, 2013)
- Автоспорт:
  - Формула-Рено (с сезона 2013)
  - Суперкубок Порше (с сезона 2013)
  - DTM (с сезона 2014)
  - IndyCar (с гонки «500 миль Индианаполиса» 2014)
  - TCR (получасовые обзоры)
- Горнолыжный спорт: ЧМ (2011, 2013)
- Волейбол: Кубок Чемпионов (2013, мужчины и женщины)
- Теннис:
  - Итоговый чемпионат WTA 2013
  - Уимблдонский турнир
- Баскетбол:
- Евролига (баскетбол)
- Смешанные боевые искусства (MMA): Ultimate Fighting Championship

### Газпром-Медиа
- Лига чемпионов УЕФА (со 2 ноября 2015)
- Формула-1 (с 2016)[6]
- IRL IndyCar (с гонки «Гран-при Лонг-Бич» 2016)
- Киберспорт: Mid-Season Invitational (League of Legends, 2017)[7]

## Распространение сигнала

### Спутниковые сети
Телеканал вещает в обычном качестве и в формате 16:9 на спутниковых платформах «Континент ТВ» и «МТС ТВ», а также в HD-формате (1920×1080, 16:9) на «Телекарта», «Актив ТВ», «НТВ-Плюс».